# Ceryx pygmula
Ceryx pygmula är en fjärilsart som beskrevs av Charles Oberthür 1878. Ceryx pygmula ingår i släktet Ceryx och familjen björnspinnare. Inga underarter finns listade i Catalogue of Life.